# E. J. Rodriguez
E. J. Rodriguez je americký bubeník a perkusionista. V osmdesátých letech byl členem skupiny The Lounge Lizards a během následující dekády vystupoval s Jazz Passengers (skupina byla později obnovena a v roce 2010 vydala nové album). Během své kariéry spolupracoval s řadou dalších hudebníků, mezi které patří Elvis Costello, John Cale, Sean Lennon nebo Marc Ribot. Rovněž vystupoval v několika filmech, například Kafe a cigára, Keep It for Yourself a The Lost String.

## Diskografie
- No Pain for Cakes (The Lounge Lizards, 1987)
- Broken Night Red Light (Jazz Passengers, 1987)
- Voice of Chunk (The Lounge Lizards, 1988)
- Deranged & Decomposed (Jazz Passengers, 1988)
- Implement Yourself (Jazz Passengers, 1990)
- Live at the Knitting Factory (Jazz Passengers, 1991)
- The Juliet Letters (Elvis Costello, 1993)
- Clouds Over Eden (Richard Barone, 1993)
- Plain Old Joe (Jazz Passengers, 1993)
- In Love (Jazz Passengers, 1994)
- Dot (George Cartwright, 1994)
- 22 Brides (22 Brides, 1994)
- John Zorn's Cobra: Live at the Knitting Factory (John Zorn, 1995)
- Cool and Steady and Easy (Brooklyn Funk Essentials, 1995)
- Walking on Locusts (John Cale, 1996)
- Individually Twisted (Jazz Passengers, 1996)
- This Is No Time (Groove Thing, 1997)
- Shoe String Symphonettes (Marc Ribot, 1997)
- The Prosthetic Cubans (Marc Ribot, 1998)
- Into the Sun (Sean Lennon, 1998)
- ¡Muy Divertido! (Marc Ribot, 2000)
- Soundtracks Volume 2 (Marc Ribot, 2003)
- Reunited (Jazz Passengers, 2010)